# Тверца
Тверца (рус. Тверца) река је у Тверској области, на северозападу европског дела Руске Федерације. Отока је вештачког Вишњеволочког језера и део сливног подручја језера Волге, оносно Каспијског језера. Каналом је повезана са реком Цном, односно са сливом реке Неве и Балтичким морем и део је Вишњеволочког хидросистема.

## Карактеристике
Некадашње извориште реке Тверце налазило се на подручју града Вишњег Волочока, али је исушено и преусмерено ка источним деловима вештачког Вишњеволочког језера. Тако је данас река Тверца отока Вишњеволочког језера чији ток почиње на југоисточној обали језера. Лева је притока реке Волге у коју се улива на подручју града Твера, након 188 km тока. Укупна површина сливног подручја Тверце је 6.510 km², док је просечан проток око 60 m³/s (на око 40 km узводно од ушћа).
Каналом је спојена са током реке Цна која припада басену реке Мсте (део басена реке Неве и Балтичког мора) и на тај начин представља хидрографску спону између сливова река Волге и Неве, односно Балтичког мора и Каспијског језера (Вишњеволочки хидросистем).
Речне обале у горњем делу тока су доста ниске и местимично замочварене, док се у средњем делу тока обале издижу до 25 метара у односу на површину реке. Водоток је најшири у доњем делу тока где достиже и до 80 метара ширине. Река је под ледом од краја новембра до прве половине априла. Највећи део воде река добија топљењем снега.
Њене најважније притоке су Осеченка, Мала Тигма, Тигма, Логовеж, Малица, Кава (леве), те Шчегринка, Осуга (највећа) и Соминка (са десне стране). На њеним обалама леже градови Вишњи Волочок, Торжок и Твер.